# Іваничі (Дядьковицька сільська громада)
Іва́ничі (до 7.03.1946 — Яневичі) — село в Україні, у Рівненському районі Рівненської області. Населення становить 232 осіб. Належить Дядьковицькій сільській громаді.

## Історія
Письмові джерела свідчать про існування села в 1577 році. До 1946 року Іваничі офіційно іменували Яневичі. Таким записом вони чи не вперше засвідчені в «інвентарі половини села Шпакова» за 1631 рік. У тому описі границь маєтків читаємо: «над Яневічамі ці всі простори вівсом засіяні». У наступному 1632 році «Яневіче» дають про себе знати як місце, де сусіди сатиївці зруйнували межові «копці» і витовкли ярі посіви «яневіцкіх» селян. З того приводу тут возний уклав скаргу. Акт 1714 року засвідчує у «Яневичах» якусь «морову» хворобу, від якої гинули коні, корови, качки й гуси. Шість років опісля внаслідок великої пожежі в «Яневичском имении» вигоріли панські житниці, конюшні. У 1803 році «Яневичи» оновлюють ушкоджений повінню водяний млин, розширюють круподерню. Тоді ж частина некультивованих земель переходить до ситиївського посесора, який сплачував панові податок натурою. 1889 року «Яневичи» - «деревня», єпархіально приналежна до Новосілок. На той час вона мала ритуальну капличку. За народною версією, Яневичі увіковічили ім’я магната Яна Полонського, який мав тут двір і 24 сім’ї кріпаків. Потім село «переділено» між двома синами, через що один з них заснував собі нову осаду Переділи. На границі своїх володінь, яка проходила вздовж села Сатіїв, пан Ян збудував каплицю, яку назвав Ян. Кажуть, ніби цей Полонський мав тут 500 десятин землі. Потім, нею володів Сніжко Ніка, який у 1807 році розпродав її селянам. Першими поселились тут Міщуки. До Іванич відносили хутори: Острів - «підвищення серед боліт, на якому ще збережена одна хата»; Пастовень - «місце, де стояв панський двір, в околиці якого дали клаптик землі для убогого селянина»; Туреччина - «тут ніби осіли люди, прозвані Турками»; Під Гайком - «зараз тут одинока хата в колишньому урочищі Гайок»; До Яна - «тепер вуличка в напрямку до каплички Святий Ян»; Глинища - «в околиці глиняного кар’єру»; Колонія «чеська осілість». У селізнають інші названі місця: Заловки - «східна прирічкова драговинна лука за урочищем Ловки (Первісно Лонки), тобто луки»; Гнилушка - «річечка, що витікає за Грушвицею і впадає під Заріцьком до Стубли, має місцями неприємний (гнилий) запах води»; За могилки - «куток по другому боці могилок»; Сатиївщина - «простір у напрямку Сатиєва, де був високий курган»; Мохи - «болотяний сінокіс з купинками моху»; Кватирки - «квадратні ями в розкопках торфу»; Коло млина «луг неподалік бувшого млина»; За корчмою - «куток, де стояла корчма»; До границі - «поле на межі з Сатиєвом»; Гучок - «болотистий сінокіс, де ніби «гучно» вирував потік»; Новинки - «наділи сінокосів на осушеному болоті»; Корине поле - «нива на маєтності Корина».

## Населення

### Мова
Розподіл населення за рідною мовою за даними перепису 2001 року:
| Мова       | Кількість | Відсоток |
| ---------- | --------- | -------- |
| українська | 231       | 99.57%   |
| російська  | 1         | 0.43%    |
| Усього     | 232       | 100%     |